# Invisible Circles
Invisible Circles is het derde album uitgebracht door After Forever, en het eerste sinds het vertrek van Mark Jansen. Het is een conceptalbum (het is een soort metal opera, omdat er een plot en karakters in voorkomen) dat gaat over een opgroeiend kind in een modern gezin en de problemen die ouders en kind ervaren. Dit komt vooral naar voren in het nummer "Blind Pain", waarin een outro zit met twee ouders die ruzie hebben en elkaar dood wensen. De ruzie wordt onderbroken als een van de ouders weggaat.

## Tracklist
1. Childhood In Minor (instrumentaal) – 1:20
2. Beautiful Emptiness – 5:25
3. Between Love And Fire – 4:56
4. Sins Of Idealism – 5:22
5. Eccentric – 4:10
6. Digital Deceit – 5:38
7. Through Square Eyes – 6:23
8. Blind Pain – 6:47
9. Two Sides – 4:34
10. Victim Of Choices – 3:21
11. Reflections – 5:11
12. Life's Vortex – 5:53

## Credits
- Floor Jansen – zang
- Bas Maas – gitaar, zang
- Sander Gommans – gitaar, grunts
- Luuk van Gerven – basgitaar
- Lando van Gils – keyboards
- André Borgman – drumstel